# Nonnenland
Het Nonnenland is een natuurgebied van 40 hectare bij Lage Vuursche in de gemeente Baarn in de provincie Utrecht. 
Het gebied in de Laagte van Pijnenburg ligt ten zuidoosten van Lage Vuursche en ten noordwesten van Soest. Het gebied is eigendom van Staatsbosbeheer.

## Beheer
Het Nonnenland verdroogde extra door de latere waterwinning, waardoor een aantal plantensoorten verdween. In 2003 besloot Staatsbosbeheer de door turfwinning verdroogde gebieden weer nat te maken. Een duizend jaar oud beekje werd opnieuw uitgegraven en er zijn diverse poelen ontstaan. De later gegraven sloten voeren het water echter nog te snel af. Staatsbosbeheer en Waterschap Vallei en Eem hebben met de provincie Utrecht maatregelen genomen om het water binnen het gebied te houden. Om het waterpeil hoog te houden werden waterkeringen in de sloten geplaatst. 
In 2007 is een verbinding gemaakt van het heidegebied om het Pluismeer naar het nattere Nonnenland. Dit moet uitwisseling tussen planten en dieren mogelijk maken. Het bovenste deel van de vroegere landen is afgegraven om snelle groeiers als bramen en brandnetels geen kans te geven. In het gebied komen reeën voor. In de poelen leven reptielen, amfibieën en libellensoorten als de keizerlibel en de viervlek. 

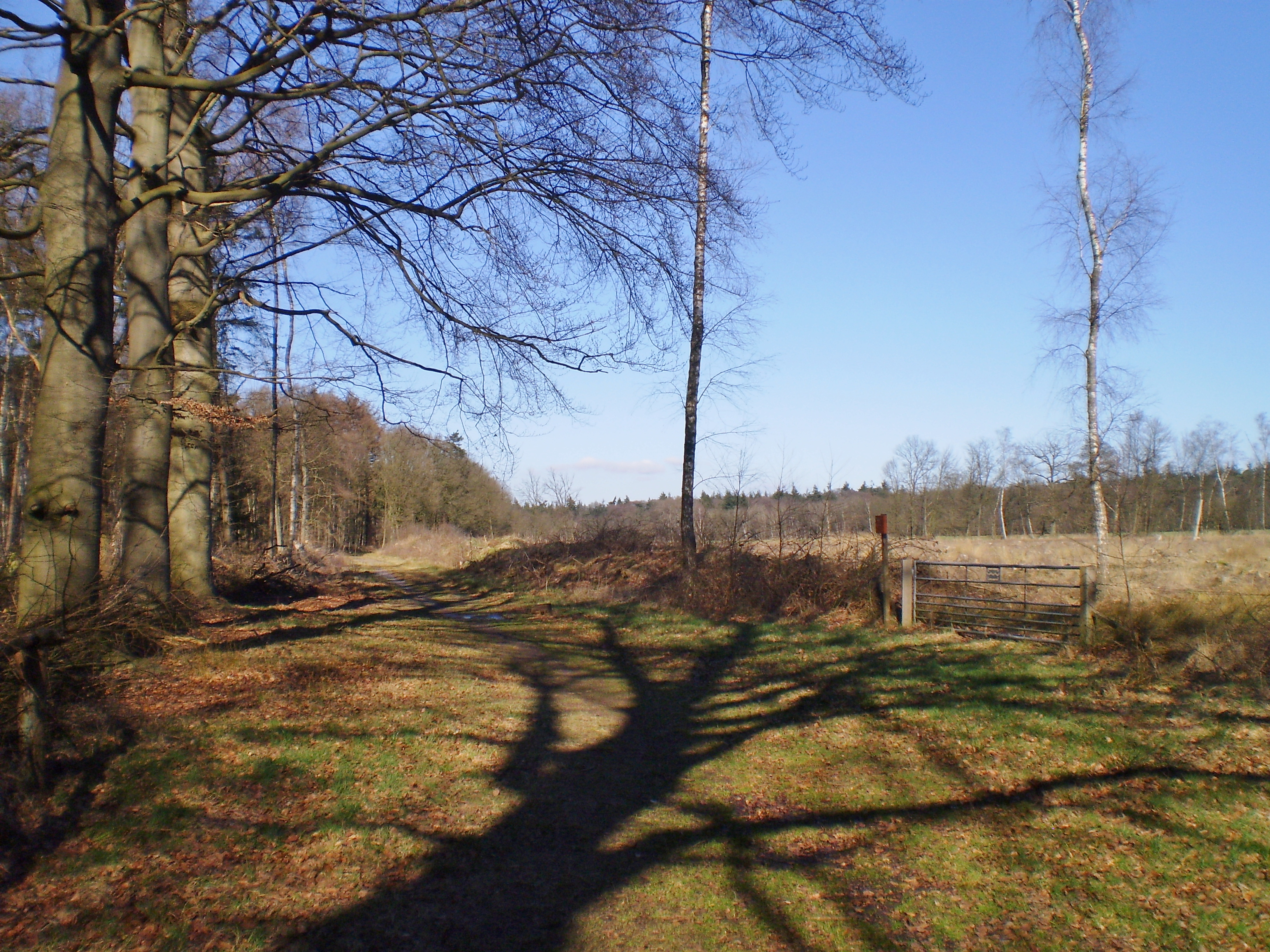

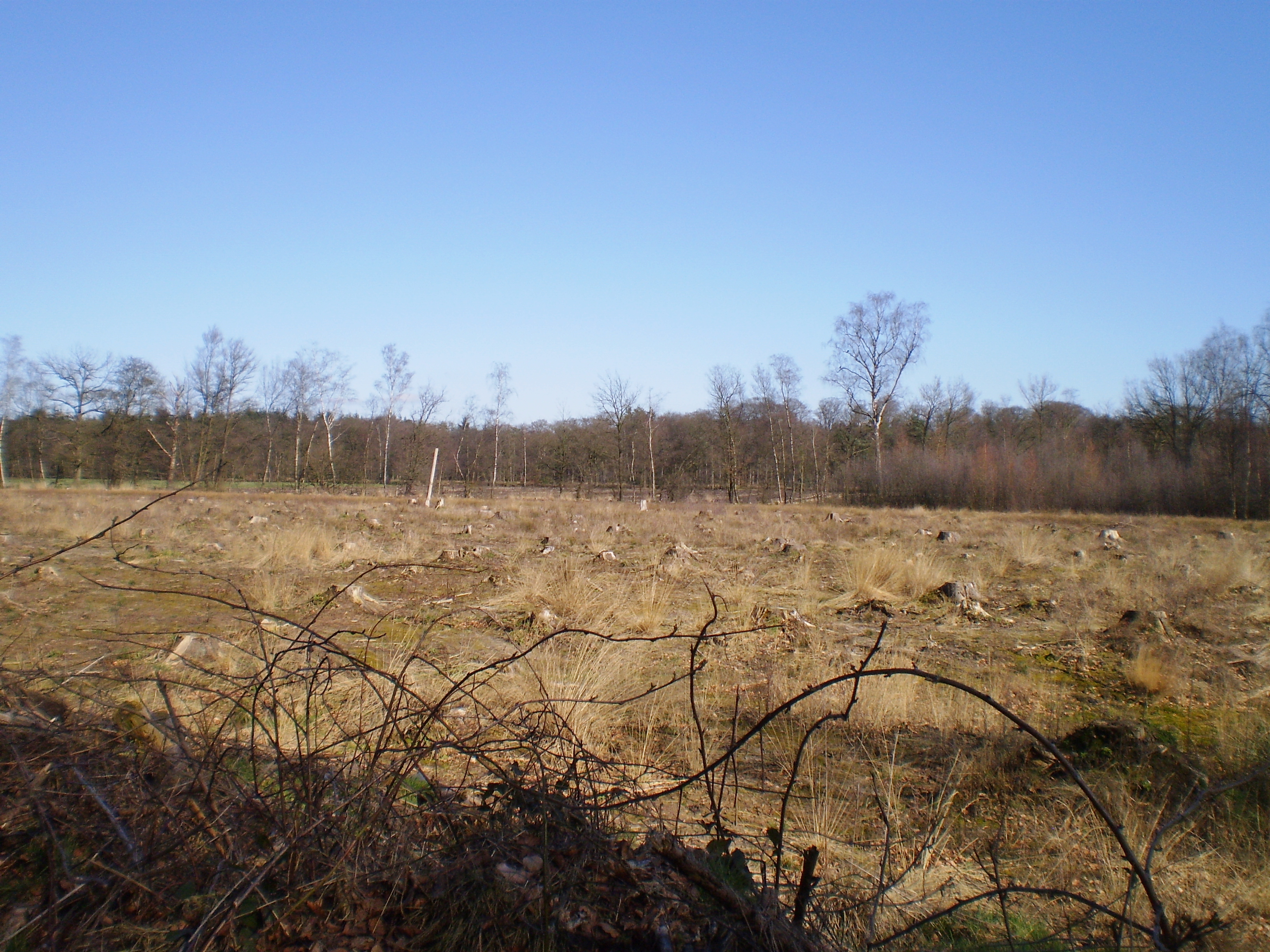

## Historie
Rond het jaar 1000 voor Christus maakte het gebied deel uit van een hoogveenmoeras ten westen van Soest en Baarn. Dit lag in een soort kom, een uitstuifvlakte achter de stuwwal fan de Utrechtse Heuvelrug. Uit oude kaarten blijkt dat er in die tijd twee beekjes door het gebied stroomden. Rond het jaar 1300 werd in het gebied begonnen met turfgraven en moest er dus ook ontwaterd worden. Dit gebeurde in opdracht van het Nonnenklooster in Oostbroek in De Bilt dat eigenaar van het gebied was. De structuur van de verkaveling toont waar het veen lag: smalle stroken land, gescheiden door lange sloten die uitkomen op een watergang.
De ontginning gebeurde na het afgraven van lange noord-zuid lopende watergangen voor de  afwatering, maar ook voor vervoer van de gestoken turf. De turf werd verder vervoerd via een west-oost-vaart (de huidige Praamgracht of Pijnenburger Grift) naar de stad Utrecht of naar de Eem. Deze vaart vormt nu de zuidgrens van het Nonnenland. De oostelijke vaart, evenwijdig aan het Dolderse Laantje, vormt de oostgrens van het gebied.
De westelijke grens van het gebied wordt op de kaart van de provincie Utrecht van 1696 aangeduid met de naam Nonne groep Rooyende op Den Tooren van Seyst. Dat vanuit het Nonnenland de toren van Zeist te zien was, lijkt erop te wijzen dat er in die tijd weinig begroeiing was, dus veel heide en zand.
De Embranchementsweg (embrachement=kruising) tussen Maartensdijk en de N234 bestond al in de periode van de turfwinning. Evenwijdig aan deze weg, tegen de oostkant van het Nonnenland, lag herberg “Den Dolder”, waar de turfstekers, praamschippers en handelsreizigers onderweg iets nuttigden. De naam Den Dolder komt van dolre, dolder of dollard, dat moerassig gebied betekent. Het veel hoger en zuidelijker liggende dorp Den Dolder ontleende zijn naam aan deze herberg.

## Wandelroute
Er is een wandelroute van 3 km aangegeven met zwart/witte paaltjes. De route loopt door nat grasland en langs koeien. Er zijn op de wandelroute meerdere overstaphekjes. Het gebied heeft een open karakter dat langzaam overgaat van grasland, via een nat gebied naar bos.